# Philoplitis adustipalpis
Philoplitis adustipalpis är en stekelart som beskrevs av Ahmad, Pandey, Haider och Shuja-uddin 2005. Philoplitis adustipalpis ingår i släktet Philoplitis och familjen bracksteklar. Inga underarter finns listade i Catalogue of Life.